# NSU 8/32 PS
Der NSU 8/32 PS war ein kleiner LKW, den die Neckarsulmer Fahrzeugwerke Aktiengesellschaft in den Jahren 1925 bis 1927 bauten. Er wurde parallel mit dem PKW-Modell 8/40 PS entwickelt.
Der wassergekühlte Motor war ein Vierzylinder-Reihenmotor mit einem Hubraum von 2088 cm³ (Bohrung × Hub = 77,8 × 110 mm), der 32 PS (23,5 kW) bei 2200/min leistete. Dieser Motor hatte eine dreifach gelagerte Kurbelwelle, Batteriezündung, Druckumlaufschmierung und stehende Ventile in einem L-Zylinderkopf. Der Kraftstofftank lag hinten. Der Kraftstoff wurde durch Unterdruck nach vorne in den Vergaser gefördert. Die Motorkraft wurde über eine Lamellenkupplung im Ölbad, ein Vierganggetriebe mit innen rechts angebrachter Kulissenschaltung und eine Kardanwelle auf die Hinterräder übertragen. Der Radstand der Wagen betrug 3150 mm, ihre Spurweite 1300 mm vorne und 1350 mm hinten. Das Leergewicht lag bei 1400 kg, die Höchstgeschwindigkeit bei etwa 60–65 km/h.
Der Wagen war mit einer Pritsche, teilweise mit Spriegeln und Plane oder auch mit einem geschlossenen Kasten bestückt. Die Betriebskosten für 100 kg Nutzlast lagen laut Berechnungen des Herstellers bei weniger als 0,02 RM/km. 1927 wurde der Bau des 8/32 PS ohne Nachfolger eingestellt.